# Србија на Европском првенству у атлетици у дворани 2021.
Србија је учествовала на 36. Европском првенству у дворани 2021 који се одржао у Торуњу, Пољска, од 4. до 7. марта. Ово је осмо Европско првенство у атлетици у дворани од 2006. године од када Србија учествује самостално под овим именом.
Репрезентацију Србије представљало је 8 учесника (5 мушкараца и 3 жене) који су се такмичили у 8 дисциплина (5 мушких и 3 женске).
На овом првенству представници Србије нису освојили ниједну медаљу.
У табели успешности према броју и пласману такмичара који су учествовали у финалним такмичењима (првих 8 такмичара) Србија је са 2 учесника у финалу заузела 26. место са 6 бодова.
| Плас. | Земља  | 1. место | 2. место | 3. место | 4. место | 5. место | 6. место | 7. место | 8. место | Бр. финал. - Бод. |
| ----- | ------ | -------- | -------- | -------- | -------- | -------- | -------- | -------- | -------- | ----------------- |
| 26.   | Србија | –        | –        | –        | –        | –        | 2–6      | –        | –        | 2–6               |

## Учесници
| Мушкарци: - Алекса Кијановић — 60 м - Бошко Кијановић — 400 м - Лука Трговчевић — 60 м препоне - Лазар Анић — Скок удаљ - Армин Синанчевић — Бацање кугле | Жене: - Милана Тирнанић — 60 м - Маја Ћирић — 400 м - Ања Лукић — 60 м препоне |  |

## Резултати

### Мушкарци
| Атлетичар        | Дисциплина   | Лични рекорд | Квалификације | Квалификације | Полуфинале            | Полуфинале            | Финале                | Финале       | Детаљи |
| Атлетичар        | Дисциплина   | Лични рекорд | Резултат      | Место         | Резултат              | Место                 | Резултат              | Место        | Детаљи |
| ---------------- | ------------ | ------------ | ------------- | ------------- | --------------------- | --------------------- | --------------------- | ------------ | ------ |
| Алекса Кијановић | 60 м         | 6,67 НР      | 6,75 (.744)   | 3. у гр. 7    | Нису се квалификовали | Нису се квалификовали | Нису се квалификовали | 32 / 63 (65) |        |
| Бошко Кијановић  | 400 м        | 47,20        | 47,89         | 4. у гр. 4    | Нису се квалификовали | Нису се квалификовали | Нису се квалификовали | 37 / 48 (49) |        |
| Лука Трговчевић  | 60 м препоне | 7,84         | 7,91 (.907)   | 7. у гр. 5    | Нису се квалификовали | Нису се квалификовали | Нису се квалификовали | 30 / 29 (30) |        |
| Лазар Анић       | скок удаљ    | 7,98         | 7,79 кв       | 6.            |                       |                       | 7,81                  | 6 / 14       |        |
| Армин Синанчевић | бацање кугле | 21,25 НР     | 20,29 кв      | 7.            | 20,74                 | 6 / 13                |                       |              |        |

### Жене
| Атлетичарка     | Дисциплина   | Лични рекорд | Квалификације    | Квалификације | Полуфинале            | Полуфинале            | Финале                | Финале       | Детаљи |
| Атлетичарка     | Дисциплина   | Лични рекорд | Резултат         | Место         | Резултат              | Место                 | Резултат              | Место        | Детаљи |
| --------------- | ------------ | ------------ | ---------------- | ------------- | --------------------- | --------------------- | --------------------- | ------------ | ------ |
| Милана Тирнанић | 60 м         | 7,34         | 7,42             | 5. у гр. 4    | Нису се квалификовале | Нису се квалификовале | Нису се квалификовале | 30 / 37 (40) |        |
| Маја Ћирић      | 400 м        | 52,78 НР     | 53,28 (.278) ЛРС | 6. у гр. 3    | Нису се квалификовале | Нису се квалификовале | Нису се квалификовале | 25 / 39      |        |
| Ања Лукић       | 60 м препоне | 8,21         | 8,29 (.287)      | 5. у гр. 5    | Нису се квалификовале | Нису се квалификовале | Нису се квалификовале | 36 / 40 (44) |        |